# Broncoconstricción

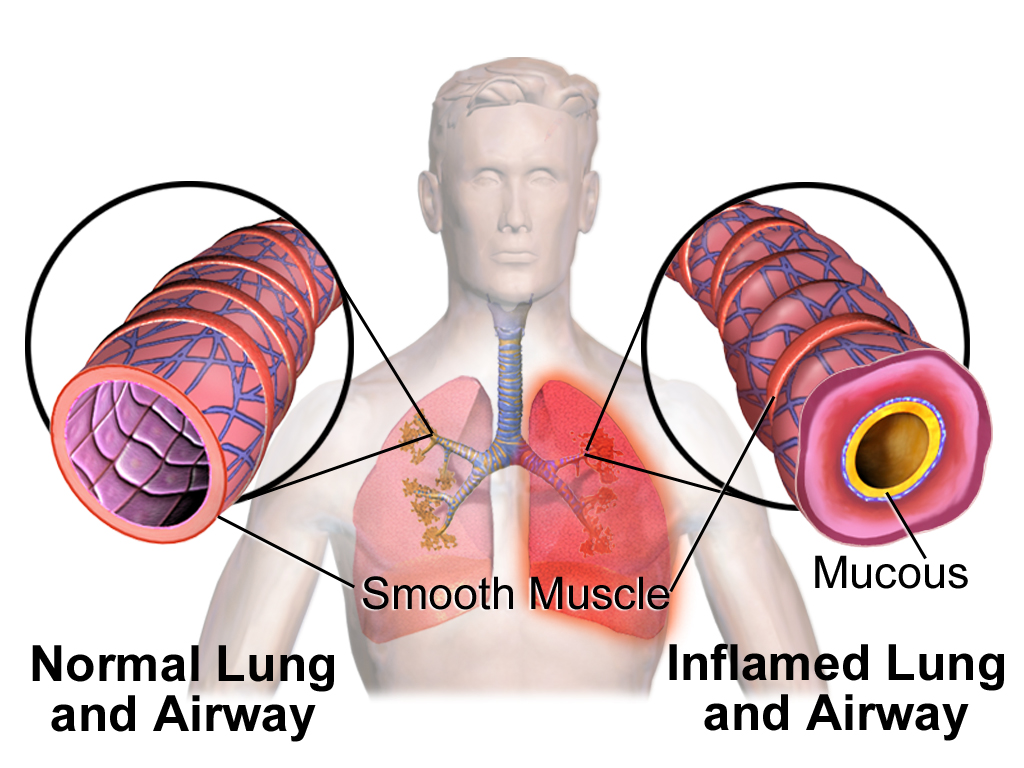
Representación de la diferencia de vía aérea normal e inflamada, generando broncoconstricción

La broncoconstricción es el estrechamiento de las vías aéreas lo cual disminuye o bloquea el flujo de aire y es uno de los mecanismos que regula la ventilación pulmonar. La broncoconstricción ocurre cuando la musculatura lisa que rodea los bronquios se contrae, de modo que cualquier factor que cause incremento en el tono de esa musculatura causará broncoconstricción.

## Fisiología

### Mecanismo neuronal
El diámetro de los bronquios se mantiene relativamente constante gracias al balance entre las acciones del sistema nervioso parasimpático y el simpático. El estímulo del parasimpático produce broncoconstricción por medio de mediadores químicos como la acetilcolina, el cual estimula receptores de membrana que alteran la concentración intracelular de los nucleótidos cíclicos adenosín monofosfato (cAMP) y guanosín monofosfato (cGMP). El mismo efecto es producido por mediadores adrenérgicos que estimulan receptores α2. 
El efecto opuesto es producido por los mediadores adrenérgicos del sistema nervioso simpático por intermedio de receptores β2, causando broncodilatación.

### Mecanismo hormonal
Estimuladas por diversos estímulos físicos y químicos, los mastocitos liberan histamina y leucotrienos, que son hormonas de la inflamación produciendo broncoconstricción. Esos mismos estímulos, u otros relacionados producen la liberación de prostaglandinas (PGF2α y PGD2) con los mismos efectos reductores de la luz del bronquio.

### Mecanismo alérgico
Especialmente en las enfermedades asmaticas, el cuerpo monta una cascada inmunitaria fundamentado en la liberación de IgE, reaccionando en contra de antígenos con propiedades alérgenos. Ciertos complejos inmunes del tipo IgG pueden también desencadenar la producción de mediadores de la inflamación con potentes habilidades broncoconstrictoras.

## Causas
- Agentes farmacológicos.

- Antibióticos, Piperacilina, cimetidina, hexaclorofeno, entre otros.
- Enzimas biológicas, como las enzimas pancreáticas
- Alérgenos.

- Polvo, secreciones de insectos, pelos de animales, etc.
- Productos químicos e industriales.

- Colorantes, aminas, derivados del tolueno, gomas, refrigerantes, sales metálicos, etc.
- La broncoconstricción puede ser un síntoma de un síndrome de activación mastocitaria (MCAS).[5]